# Virtueel museum
Een virtueel museum is een museum dat alleen online bestaat en niet als dusdanig in een fysieke vorm. Een virtueel museum wordt ook wel aangemerkt als een hypermuseum, elektronisch museum, online museum, digitaal museum of webmuseum.
Net als bij een traditioneel museum, is een virtueel museum ontwikkeld om een aantal specifieke objecten te belichten. Dit is naar analogie van traditionele natuurhistorische musea, archieven en kunstmusea. Daarnaast kunnen deze online musea ook gericht zijn op het tentoonstellen van een onderwerp dat uit het niets gecreëerd is, zoals tentoonstellingen in traditionele wetenschapsmusea. Een virtueel museum kan ook verwijzen naar het online- of mobiele aanbod van traditionele musea. Voorbeelden hiervan zijn digitale afbeeldingen van de tentoonstellingen en collecties of representaties zijn van digitale content zoals virtuele werkelijkheid.

## Interactieve omgevingen
Er bestaan verschillende varianten als het gaat om interactieve omgevingen. Het is een veelgebruikte mogelijkheid om een 3D ruimte na te bootsen in visuele representaties van het museum. Dit geeft de bezoeker van het online museum vaak een idee van de ruimte. Dit wordt vaak gedaan met behulp van 3D-modellering, VRML en X3D. Een simpelere variant bestempeld simpele interactie met de online bezoeker van het virtuele museum als interactief. Hierbij valt te denken aan inhoudelijke vragenspellen en quizzen en simpele, overzichtelijke informatiepagina's.

## De eerste virtuele musea
- Ibiblio is een tentoonstelling die in 1992 werd met steun van de Library of Congress die in 2000 online kwam. De producties omvatten onder andere een bewijsstuk van het Vaticaan en zelfs een virtueel "restaurant" en "postkantoor".

- Virtual Museum of Computing werd opgericht 1994. Het Virtual Museum of Computing is een eclectische verzameling van links en online bronnen over de geschiedenis van computers en informatica.

- The Science Museum bestaat sinds 1857 en kwam in 1999 online. Dit belangrijke wetenschappelijke museum was het in staat om een vroege aanwezigheid op het web te realiseren. Dit is deels te danken aan de nabijheid van het Imperial College, maar werd ook gestimuleerd door het feit dat het Natural History Museum.

## Internationale voorbeelden
- Google Art Project is een online compilatie van hoge-resolutie afbeeldingen van kunstwerken van galerieën over de hele wereld, maar omvat ook een virtuele rondleiding door de zalen waarin ze zijn gehuisvest. Het Google Art Project is gestart op 1 februari 2011 door Google en bevat werken in de Tate Gallery in Londen, het Metropolitan Museum of Art in New York, en de Uffizi in Florence.

- Virtual Hampson Museum is een website waar  bezoekers een digitaal kopie kunnen  verkrijgen van virtuele objecten uit verschillende musea voor analyse en studie. Het museum bestaat uit honderden laser-gescande afbeeldingen van Native American aardewerk.

- National Museum of the U.S. Air Force werd gelanceerd in 2010 en biedt een uitgebreide rondleiding door het oudste en grootste luchtvaartmuseum ter wereld. Met meer dan panorama afbeeldingen van lucht- en ruimtevaartvoertuigen op meer dan 17 hectare grond.

## Nederlandse virtuele musea
- Virtueel museum Raalte van het Overijsselse Raalte biedt een kijkje in de keuken van de plaatselijke cultuur. De website biedt een kijkje in lokale exposities, evenementen en kunst. Ook biedt het museum een culturele uitlaatklep voor lokale verenigingen en dichters.

- Zicht op Maastricht - Online Maastricht Museum dit online museum laat bezoekers de Maastrichtse cultuur en de omgeving van de voormalig garnizoenstad op een interactieve manier beleven.

- NS Koninklijke Wachtkamers de koninklijke wachtkamers van de Nederlandse Spoorwegen zijn voor het publiek gewoonlijk ontoegankelijk. Omdat de koninklijke familie tegenwoordig steeds minder vaak gebruikmaakt van deze wachtruimten, was het mogelijk om middels 3D-filmbeelden deze wachtkamers te laten zien op het web. Anno 2012 staan de wachtruimten van Amsterdam en Den Haag op de website. Baarn en Utrecht zullen naar waarschijnlijkheid volgen.

## Domeinnamen
Er is vooralsnog geen consensus voor online musea als het gaat om het gebruik van een specifiek topleveldomein. Hoewel op internationaal niveau vaak .edu, .org of .gov gebruikt wordt, zijn Nederlandse online musea vaak te vinden onder .nl-namen. Het nieuwe gebruik van het .museum-domein is wel echter een opkomende trend.